# Emilio Jiménez Román
Emilio Jiménez Román (1956) es un político y exmilitar español que actualmente es diputado de Vox en el Parlamento de Navarra tras las elecciones forales de 2023. Como militar, alcanzó el rango de capitán del Ejército de Tierra.

## Carrera política
Emilio Jiménez Román se presentó en las listas de Vox a las elecciones generales de 2019 como número 2 de la lista por la circunscripción electoral de Navarra, tan solo detrás de Javier Horno Gracia, líder de Vox en Navarra y candidato también en la lista de candidatos al Parlamento de Navarra (candidato por tanto a presidente de Navarra).
En 2020, el exjefe de la policía de Barañain, fue nombrado líder de Vox en la Comunidad Foral.
En 2021, tanto él como María Estévez recibieron una denuncia interna de 23 militantes ante el Comité de Garantías de Madrid por abuso de poder. Esta denuncia no se hizo pública hasta abril de 2025.
En 2022, una carpa informativa de Vox en Estella en la que se encontraba junto a otros militantes fue atacada, llegando a ser agredida la vicepresidenta regional de Vox, María Estévez.
En 2023, fue el segundo en la lista de candidatos al Parlamento de Navarra para las elecciones forales de 2023, lista encabezada por Maite Nosti. En los comicios, Vox Navarra consiguió aunar 14 197 votos, casi 10 000 más que en los anteriores comicios, lo que le permitió a Jiménez Román obtener acta de diputado y a la formación crear un grupo parlamentario propio.
El 16 de junio de 2023 presidió la sesión constitutiva del Parlamento de la XI legislatura de Navarra, al ser el parlamentario de mayor edad.
En marzo de 2025, la salida de Maite Nosti tanto del partido como del grupo parlamentario de Vox, le obligó a unirse al grupo mixto del Parlamento de Navarra.